# Ondřej Kukučka
Ondřej Kukučka (* 23. března 2004 Hlučín) je český profesionální fotbalista, který hraje na pozici středního obránce za český klub Bohemians Praha 1905, kde je na hostování z pražské Sparty. Je také bývalým českým mládežnickým reprezentantem.

## Klubová kariéra
Kukučka je odchovancem FC Hlučín, odkud v roce 2013 přestoupil do Vítkovic. Prošel akademií Baníku Ostrava, odkud se v roce 2022 po skončení smlouvy přesunul do AC Sparta Praha. S pražským klubem podepsal víceletý kontrakt.
Svůj debut v dresu Sparty si odbyl 19. října 2022, kdy nastoupil do utkání třetího kola MOL Cupu proti Domažlicím. V sezoně 2022/23 pravidelně nastupoval v druholigovém B-týmu, nastoupil do 20 utkání.
V létě 2023 odešel Kukučka z pražské Sparty na hostování do prvoligových Pardubic. Svůj debut v české nejvyšší soutěži si odbyl 13. srpna 2023 v utkání čtvrtého kola proti Karviné. Pod trenérem Radoslavem Kováčem začal pravidelně nastupovat, dohromady v sezoně 2023/24 odehrál 17 utkání v dresu Pardubic a pomohl týmu k záchraně v nejvyšší soutěži.
Po letní přípravě s A-týmem Sparty nastupoval Kukučka na začátku sezony 2024/25 v druholigové rezervě. V září 2024 odešel na roční hostování do Slovácka. Svůj debut si odbyl 21. září, a to při prohře 0:3 s Hradcem Králové. 3. listopadu vstřelil svou první branku v profesionální kariéře, a to při výhře 1:0 nad Viktorií Plzeň. V dresu Slovácka odehrál v sezoně 2024/25 dohromady 23 utkání a pomohl klubu k záchraně v první lize.
V červnu 2025 podepsal s fotbalovou Sparty novou víceletou smlouvu a následně zamířil na další hostování, tentokrát do pražského klubu Bohemians Praha 1905.

## Reprezentační kariéra
Kukučka od roku 2018 reprezentuje Česko na mládežnických reprezentacích.